# مونگیئونگ سجه
مونگیئونگ سجه یک گردنه (گذرگاه) کوهستانی در مرکز کره جنوبی است. این گردنه بین کوه جوریونگسان (۱۰۱۷ متر ارتفاع) و کوه شینسئون (۹۶۷ متر ارتفاع) قرار دارد. ارتفاع این گردنه از سطح دریا به ۶۴۲ متر (۲۱۰۶ فوت) می‌رسد. مونگیئونگ سجه، شهر مونگیئونگ در استان گیونگ‌سانگ شمالی را به شهرستان گِوسان در استان چونگچانگ شمالی متصل می‌کند. آبی که در این گردنه وجود دارد و جهت آن به سمت شهر مونگیئونگ است به رود ناکدونگ می‌ریزد و سرانجام در شهر بوسان به دریای ژاپن می‌ریزد. روان آبی نیز که جهت آن به سمت شهرستان گِوسان است به رودخانه هان که از شهر سئول می‌گذرد می‌ریزد و سرانجام در شهر اینچئون به دریای زرد می‌ریزد.
این گردنه با نام جوریونگ نیز (조령، 鳥嶺) شناخته می‌شود. هر دو نام در زبان کره‌ای به معنای «گذرگاه پرنده» است و نشان دهنده آن است که «ارتفاع این گذرگاه (گردنه) آنقدر زیاد است که عبور از آن حتی برای پرندگان دشوار است».
این گذرگاه به عنوان تنها مکانی در جادهٔ قدیمی بین سئول و بوسان - جاده بزرگ یونگنام - شناخته می‌شود که هنوز به نظر می‌رسد به همان شکل ساخته شده در دودمان چوسان است. در تاریخ ۴ ژوئن ۱۹۸۱، منطقه اطراف گذرگاه مونگیئونگ سجه یک پارک استانی اعلام شد و اکنون با نام پارک استانی مونگیئونگ سجه شناخته می‌شود و این مکان امروزه به عنوان یکی از جاذبه‌های گردشگری مهم کره جنوبی مطرح است. علاوه بر گردنه و مناظر اطراف، این پارک دارای یک موزه و هتل است. همچنین دهکده کوچکی در کنار این پارک قرار دارد که مردم محلی آن به تجارت و پذیرایی از توریست‌هایی که از این منطقه دیدن می‌کنند مشغولند.
در دوران سلسه چوسان، مونگیئونگ سجه نقش مهمی به عنوان دروازه ورودی و خروجی استان گیونگ‌سانگ ایفا کرد. دانشمندان، بازرگانان و مقامات دولتی گیونگسانگ برای رفت‌وآمد به سئول مجبور بودند که از این گردنه عبور کنند. سه دروازه بزرگ در آن زمان عبور و مرور به این گردنه را کنترل می‌کردند که هنوزم پابرجا هستند و امروزه توریست‌ها از آن دروازه‌ها به عنوان یک جاذبه گردشگری دیدن می‌کنند.

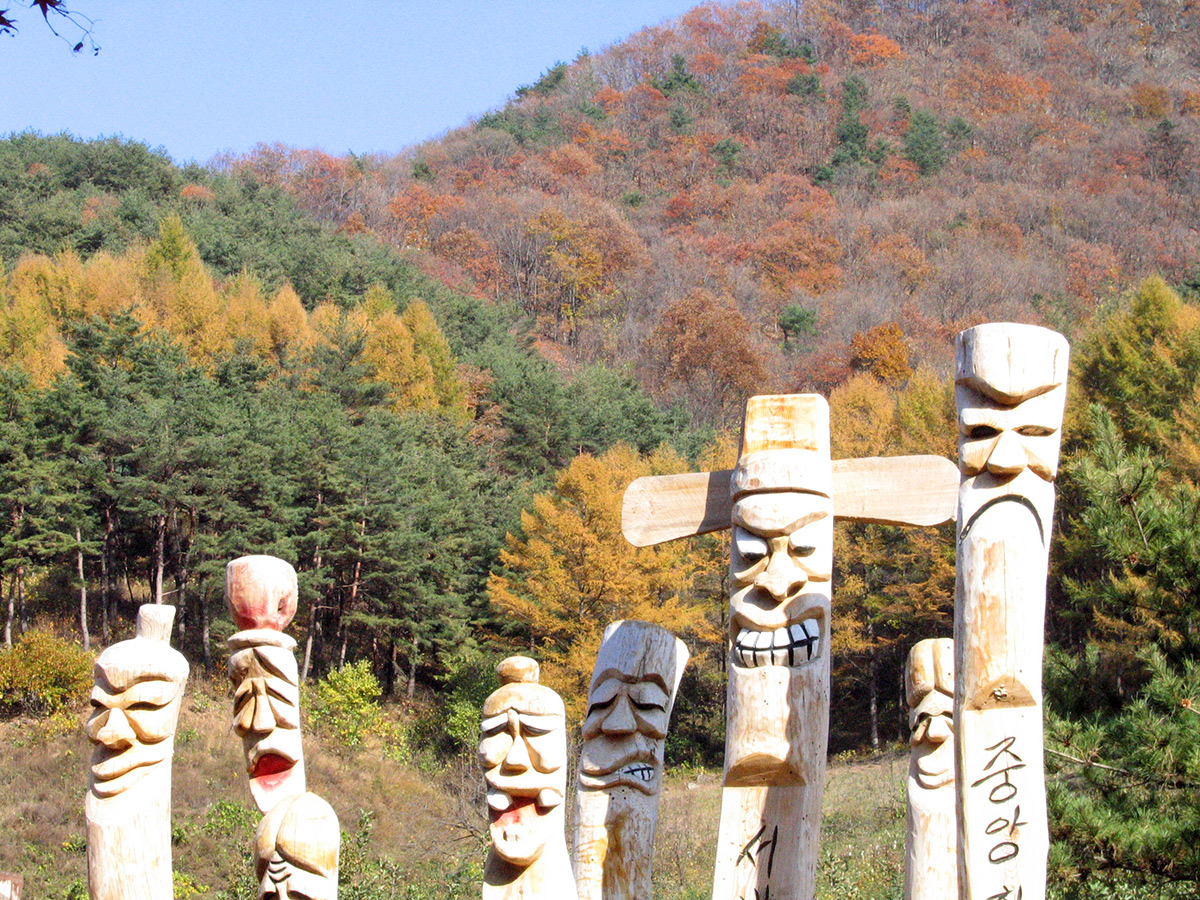
مجسمه‌های توتم پارک مونگیئونگ